# Herforst

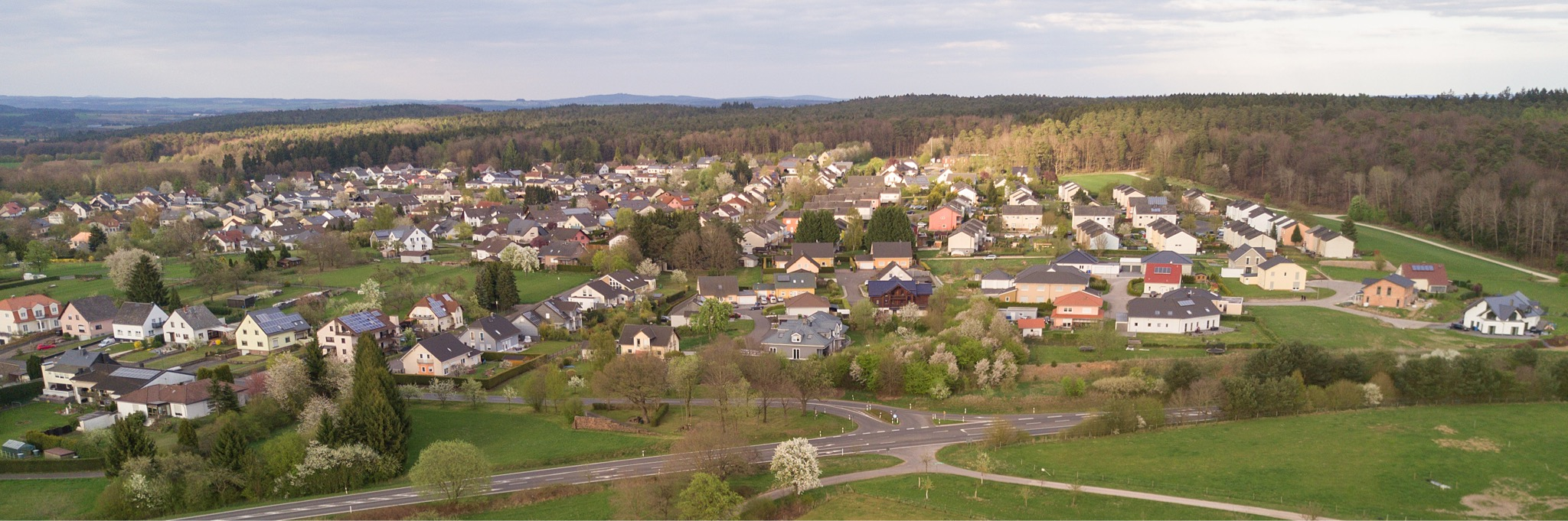
Herforst, Panorama

Herforst in der Eifel ist eine Ortsgemeinde im Eifelkreis Bitburg-Prüm in Rheinland-Pfalz. Sie gehört der Verbandsgemeinde Speicher an.

## Lage
Die Ortsgemeinde Herforst liegt circa fünf Kilometer östlich von Speicher. Stark geprägt wird die Ortsgemeinde durch hier ansässige Streitkräfte des Flugplatzes Spangdahlem. Durch die direkte Lage an der Landesstraße 46 und der Bundesstraße 50 sind die Städte Bitburg und Trier sehr schnell zu erreichen. Der nahe gelegene Wald mit seinen gut ausgebauten Wegen bietet ideale Erholungs- und Sportmöglichkeiten.

## Geschichte
Die Umgebung von Herforst war bereits in vorrömischer Zeit besiedelt. Dies beweisen mehrere Hügelgräber, die seit dem späten 19. Jahrhundert archäologisch erforscht worden sind. Einer der Grabhügel aus der Nekropole im Speicherer Wald befindet sich auf der Gemarkung von Herforst. Neben der Nekropole entdeckte man zudem im 19. Jahrhundert nordwestlich von Herforst ein römisches Brandgräberfeld. Bei Arbeiten im Steinbruch fand man hier Keramik, Münzen sowie Schmuckbeigaben. Weitere nicht näher untersuchte Gräber fand man an der Gemarkungsgrenze zu Beilingen.
In römischer Zeit profitierte die Gegend um Herforst und Speicher vom großen Tonvorkommen und wurde zu einem bedeutenden Töpferzentrum. Beleg hierfür sind eine große Anzahl von Töpferöfen, in denen bis ins 5. Jahrhundert hinein vor allem Gebrauchskeramik für das nahegelegene Trier produziert wurde.
Ein weiterer Hinweis auf eine römische Nutzung der Umgebung von Herforst ist die spätantike Langmauer, die durch den heutigen Ort verlief und zu den größten antiken Bauwerken der Region Trier zählt.
Die archäologischen Funde aus der Umgebung von Herforst können im Rheinischen Landesmuseum Trier, dem Rheinischen Landesmuseum Bonn sowie dem Heimatmuseum Speicher besichtigt werden.
Herforst gehörte bis 1795 zur Herrschaft Seinsfeld im Herzogtum Luxemburg.
Von 1770 bis 1800 war Herforst überwiegend Waldgebiet. Zudem befanden sich in der Nähe des Ortes mehrere umfangreiche Fischweiher, die später in Wiesen umgewandelt wurden. Die Fischereigerechtigkeit übten die luxemburgische Herrschaft Seinsfeld und die Klosterherren von Himmerod aus.
Um 1870 verdienten sich die Herforster ihr Geld mit Erzgraben. Eine besonders einträgliche Geldquelle waren auch die Steinhauerarbeiten. Der behauene Stein aus Herforst war bekannt und beliebt und wurde gerne für schöne Bauwerke bis weit die Mosel hinab bezogen.
Name des Dorfes
Der Name des Dorfes im Mund der autochthonen Bewohner ist Herbischd.
Bevölkerungsentwicklung
Die Entwicklung der Einwohnerzahl von Herforst, die Werte von 1871 bis 1987 beruhen auf Volkszählungen:
| Jahr | Einwohner |
| ---- | --------- |
| 1815 | 406       |
| 1835 | 659       |
| 1871 | 775       |
| 1905 | 710       |
| 1939 | 710       |
| 1950 | 735       |
| 1961 | 704       |

| Jahr | Einwohner |
| ---- | --------- |
| 1970 | 766       |
| 1987 | 796       |
| 1997 | 982       |
| 2005 | 1.123     |
| 2011 | 1.225     |
| 2017 | 1.213     |
| 2023 | 1.297     |

## Politik

### Gemeinderat
Der Gemeinderat in Herforst besteht aus 16 Ratsmitgliedern, die bei den Kommunalwahlen am 9. Juni 2024 in einer personalisierten Verhältniswahl gewählt wurden, und dem ehrenamtlichen Ortsbürgermeister als Vorsitzendem.
Die Sitzverteilung im Gemeinderat:
| Wahl | SPD | CDU | FWG * | Gesamt   | Quelle |
| ---- | --- | --- | ----- | -------- | ------ |
| 2024 | 11  | 5   | –     | 16 Sitze | [ 5 ]  |
| 2019 | 10  | 6   | –     | 16 Sitze | [ 6 ]  |
| 2014 | 9   | 7   | –     | 16 Sitze | [ 7 ]  |
| 2009 | 6   | 8   | 2     | 16 Sitze | [ 8 ]  |
| 2004 | 5   | 9   | 2     | 16 Sitze | [ 8 ]  |

### Bürgermeister
Thomas Becker (SPD) wurde am 28. August 2024 Ortsbürgermeister von Herforst. Bei der Direktwahl am 9. Juni 2024 hatte er sich mit einem Stimmenanteil von 71,5 % gegen einen Mitbewerber durchsetzen können.
Beckers Vorgängerin Sigrid Heinemann (parteilos) hatte das Amt am 25. Juni 2019 übernommen. Bei der Direktwahl am 26. Mai 2019 war sie für fünf Jahre gewählt worden. Ihre Vorgänger waren von 2009 bis 2019 Werner Pick, und zuvor Wolfgang Faber.

### Wappen
| Wappen von Herforst | Blasonierung: „Von Gold über Grün geteilt, oben ein durchgehendes, gekerbtes rotes Kreuz, unten ein goldener Eichenzweig mit Eichel.“ |
| Wappen von Herforst | Wappenbegründung: Herforst gehörte bis 1795 zur Herrschaft Seinsfeld im Herzogtum Luxemburg. Über lange Zeit war die Herrschaft im Besitz derer von Lontzen genannt Roben; sie führten in Gold ein durchgehendes, gekerbtes, rotes Kreuz. Der Ortsname Herforst geht zurück auf das mittelhochdeutsche „vorst“, ein Lehnwort aus dem mittellateinischen foresta, französisch forêt = Wald. Als Hinweis auf den Ortsnamen Her„forst“ zeigt der untere Schildteil in Grün einen goldenen Eichenzweig. |

## Kultur und Sehenswürdigkeiten

### Pfarrkirche St. Eligius
Das Protokoll der Visitation von 1570 belegt eine schon in gotischer Zeit erbaute Kapelle für Herforst. Diese wurde 1729 abgerissen, um an gleicher Stelle einen Neubau zu errichten. Aber auch dieser Kirchenbau wurde bald zu klein und 1832 durch die heutige Kirche ersetzt, die dem hl. Eligius geweiht ist.
Der langgezogene Saalbau mit rundem Chor wirkt sehr schlicht und ist ca. 25 m × 9 m groß. Jeweils sechs Fenster in den Langseiten lassen Licht in den Innenraum. Dieser ist bestimmt vom Hochaltar und den 14 holzgeschnitzten Nothelferfiguren. 1950 erhielt die Pfarrkirche drei neue Glocken, nachdem die alten während der beiden Weltkriege abgeliefert werden mussten.
Die Marienglocke trägt die Inschrift:
Maria breit den Mantel aus,

mach Schirm und Schild für uns daraus.
Die Josephsglocke trägt die Inschrift:
Hl. Joseph und ihr vierzehn Heiligen groß bei Gott

o helfet uns in Not und Tod.
Die Eligiusglocke trägt die Inschrift:
Wir grüßen Dich freudig an Gottesthron,

Eligius, heiliger Schutzpatron.

O stärk’ unseren Glauben,

dass nichts uns kann rauben,

die Liebe und Treue zu Christus dem Herrn.
Die Orgel der Firma Ernst Seifert wurde 1959 eingeweiht.

### Lourdesgrotte
Neben der Kirche wurde 1935 eine Lourdesgrotte errichtet. Sie ahmt die bekannte Grotte im Wallfahrtsort Lourdes nach, wobei in Herforst keine Figur der Bernadette aufgestellt ist. Nach umfangreichen Sanierungsarbeiten erstrahlt die Grotte seit dem Jahr 2000 wieder in neuem Glanz.

### Römische Langmauer
Die Langmauer ist das größte römische Bauwerk in der Region Trier und verlief durch Herforst. Es handelte sich um eine 72 km lange Mauer, die ein Areal von 220 km² einschloss. Die beiden einzigen Inschriften dieses Bauwerks wurden in Herforst gefunden. Es handelt sich um zwei Bauinschriften, die belegen, dass militärische Einheiten die Mauer gebaut haben. Mit Hilfe der Inschriften und durch die Auswertung der Mauertechnik konnte die Errichtung der Mauer in die 2. Hälfte des 4. Jahrhunderts datiert werden.
Auf Initiative des Heimat- und Kulturvereins konnte ein Abschnitt der Langmauer am Ortseingang rekonstruiert und mit Abgüssen der beiden Inschriftsteine versehen werden.

### Weitere Sehenswürdigkeiten
- Vorrömische Hügelgräber
- Römische und fränkische Töpfereien und Töpferöfen

## Wirtschaft und Verkehr
Ein Gewerbegebiet liegt nordwestlich des Ortes an den Landesstraßen L39 (Speicher–Binsfeld) und L46 (Spangdahlem–Trier-Quint).
Die seit 1993 bestehende Ampelkreuzung zwischen den beiden Landesstraßen soll zu einem Kreisverkehrsplatz umgebaut werden.
Seit 2009 befindet sich nördlich entlang der L39 auf einer Fläche von 3,3 ha eine Freiflächen-Photovoltaikanlage mit einer Maximalleistung von 1,5 Megawatt.

## Persönlichkeiten
- Arthur Richel (1868–1940), Bibliothekar